# Angelo Capranica
Angelo Capranica (Roma, 1415 - Roma, 3 de julho de 1478) foi um cardeal do século XV.

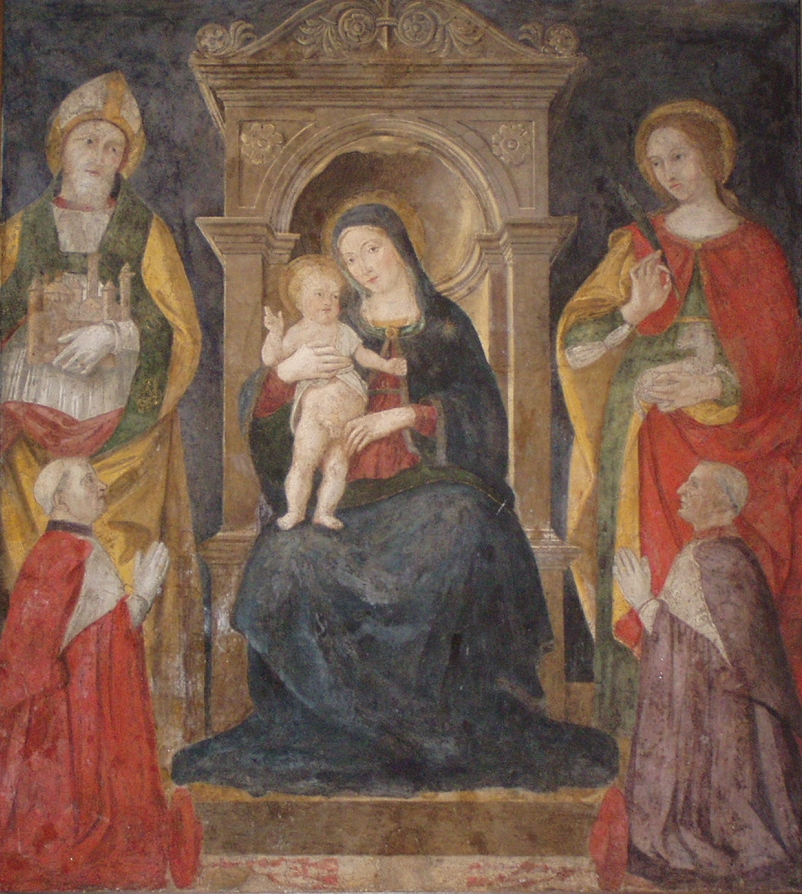
um afresco de Antoniazzo Romano (final do século XV): Madona com o menino entre um santo bispo e Santa Inês, com os irmãos Capranica, cardeais

## Primeiros anos
Nasceu em Roma em 1415. Filho de Niccoló Pantagati da Capranica e sua esposa, Iacobella. Irmão do Cardeal Domenico Capranica (1423). O sobrenome paterno era Pantagati mas ambos os irmãos usaram como sobrenome o nome do lugar de origem da família, Capranica. Chamado de Cardeal de S. Croce ou de Rieti.

## Episcopado
Eleito arcebispo de Manfredônia em 17 de março de 1438. Consagrado (nenhuma informação encontrada). Transferido para a sé de Ascoli Piceno em 5 de maio de 1447; tomou posse da sé em 2 de julho do mesmo ano. Transferido para a Sé de Rieti em 25 de setembro de 1450; a sé renunciou no final de 1468; também, abade comendatário do mosteiro beneditino de S. Eutício em Spoleto. Nomeado pelo Papa Pio II governador de Bolonha em setembro de 1458. Encarregado em 1459 do inquérito sobre a causa da canonização de Bernardino di Siena, nomeadamente em Áquila e em Siena. Após a morte de seu irmão, o cardeal, ampliou seu palácio e transformou-o em residência de estudantes em 1460; tornou-se o Collegio Capranica , o mais antigo do Renascimento em Roma.

## Cardinalato
Criado cardeal sacerdote no consistório de 5 de março de 1460, celebrado em Siena; chegou a Siena em 21 de março de 1460 e nesse mesmo dia recebeu o chapéu vermelho; recebeu o título de S. Croce em Jerusalém em 26 de março de 1460. Nomeado legado a latere em Bolonha, deixou Siena em 4 de abril de 1460; retornou a Roma em 31 de dezembro de 1460; voltou para sua legação em 18 de maio de 1461; e voltou a Roma no dia 17 de novembro seguinte; voltou para Bolonha em 23 de fevereiro de 1462; em 23 de julho de 1462 escreveu para felicitar o novo doge veneziano, Ludovico Moro; voltou a Siena em 24 de março de 1464. Participou do conclave de 1464 , que elegeu o Papa Paulo II. Nomeado legado a latere em Bolonha novamente em 1º de outubro de 1464; deixou Roma em 12 de janeiro de 1465; voltou no dia 27 de novembro seguinte; voltou a Bolonha em 6 de maio de 1466. Em novembro de 1466, renunciou à comenda do Vallombrosiano de S. Pancrazio em Florença. Retornou a Roma em 10 de janeiro de 1468. Em 9 de janeiro de 1469, juntamente com o cardeal Rodrigo Borja y Borja, acompanhou o imperador Frederico III de Roma a Viterbo. Renunciou à comenda do mosteiro Vallombrosiano de S. Basilio di Cavata, diocese de Parma. 27 de fevereiro de 1469. Participou do conclave de 1471 , que elegeu o Papa Sisto IV. Nomeado legado perante os príncipes italianos para a cruzada contra os turcos, 23 de novembro de 1471. Optou pela ordem dos cardeais bispos e pela sé suburbana de Palestrina, mantendo em comenda o título de S. Croce in Gerusalemme, 11 de dezembro de 1472. arcebispo de Fermo em 9 de abril de 1473; celebrou um sínodo; adoeceu e regressou a Roma em 17 de novembro de 1473; renunciou à sé em 17 de junho de 1474. Nomeado abade comendador do mosteiro beneditino de S. Bartolomeo em Ferrara, 1 de outubro de 1477. Abade comendador dos mosteiros beneditinos de S. Sofia em Benevento e S. Giovanni degli Eremiti em Palermo. Reintroduziu na Itália a Ordem dos Cistercienses.
Morreu em Roma em 3 de julho de 1478. Sepultado nesse mesmo dia no túmulo de seu irmão na capela do Rosário de S. Catalina da Siena, na nave esquerda da basílica de S. Maria sopra Minerva, Roma, sem epitáfio. No dia 5 de novembro seguinte começaram os nove dias de missas fúnebres conforme o costume.